# Trametes
Trametes là một chi nấm trong họ Polyporaceae. Loài điển hình là Trametes suaveolens. Chi này có phạm vi phân bố rộng và có khoảng 50 loài. Chi này được Elias Magnus Fries miêu tả năm 1836.
Các loài nấm Trametes là thực phẩm của các sâu bướm Lepidoptera, chủ yếu là Triaxomera parasitella.
Loài nấm vân chi được một số quốc gia Đông Á sử dụng làm dược phẩm.

## Các loài
- Trametes africana
- Trametes alaskana
- Trametes albidorosea
- Trametes albobadia
- Trametes albocarneogilvida
- Trametes allantospora
- Trametes amplopora
- Trametes amygdalea
- Trametes arcana
- Trametes argenteiceps
- Trametes atra
- Trametes atriceps
- Trametes azurea
- Trametes badiuscula
- Trametes baldratiana
- Trametes barbulata
- Trametes benetosta
- Trametes benevestita
- Trametes biogilvoides
- Trametes bresadolae
- Trametes brunneisetulosa
- Trametes brunneoflava
- Trametes brunneola
- Trametes butignotii
- Trametes castaneifumosa
- Trametes cincta
- Trametes cinereosulfurea
- Trametes cingulata
- Trametes citrina
- Trametes coriacea
- Trametes cotonea
- Trametes cristobalensis
- Trametes cubensis
- Trametes cupreorosea
- Trametes cystidiata
- Trametes cystidiolophora
- Trametes dealbata
- Trametes decorticans
- Trametes decussata
- Trametes demoulinii
- Trametes discoidea
- Trametes ectypa
- Trametes effusa
- Trametes elevata
- Trametes ellipsospora
- Trametes extensa
- Trametes farcta
- Trametes farinolens
- Trametes favolipora
- Trametes febris
- Trametes flammula
- Trametes flavidinigra
- Trametes frustrata
- Trametes fuligineicana
- Trametes fulvidochmia
- Trametes galzinii
- Trametes gibbosa
- Trametes gilvoides
- Trametes gilvoumbrina
- Trametes glabrata
- Trametes globospora
- Trametes granulifera
- Trametes griseolilacina
- Trametes griseoporus
- Trametes guatemalensis
- Trametes havannensis
- Trametes hirsuta
- Trametes hispidans
- Trametes hololeuca
- Trametes hunteri
- Trametes incerta
- Trametes indica
- Trametes jejuna
- Trametes junipericola
- Trametes karii
- Trametes krekei
- Trametes kusanoana
- Trametes kusanoi
- Trametes lacerata
- Trametes lactinea
- Trametes lamaoensis
- Trametes leonina
- Trametes leptaula
- Trametes lilacea
- Trametes linguiformis
- Trametes ljubarskyi
- Trametes lunispora
- Trametes luridochracea
- Trametes macropora
- Trametes malaysiana
- Trametes manilaensis
- Trametes marianna
- Trametes maxima
- Trametes membranacea
- Trametes menziesii
- Trametes merisma
- Trametes meyenii
- Trametes microporoides
- Trametes mimetes
- Trametes minima
- Trametes minor
- Trametes minutus
- Trametes modesta
- Trametes molesta
- Trametes morganii
- Trametes multiflabellata
- Trametes nigrivinea
- Trametes nigroaspera
- Trametes nigroplebeia
- Trametes nivosa
- Trametes obscurata
- Trametes obscurotexta
- Trametes obstinatior
- Trametes ochracea
- Trametes ochroflava
- Trametes olivaceopora
- Trametes orientalis
- Trametes ornata
- Trametes palisotii
- Trametes pallidilusor
- Trametes papuasia
- Trametes paxillosa
- Trametes pergamena
- Trametes perpallida
- Trametes perstrata
- Trametes philippinensis
- Trametes pocas
- Trametes polyblastes
- Trametes polyporiformis
- Trametes pribramensis
- Trametes primulina
- Trametes propinqua
- Trametes proteiformis
- Trametes pubescens
- Trametes pusilla
- Trametes quercina
- Trametes raduloides
- Trametes rigidiceps
- Trametes robiniophila
- Trametes roseola
- Trametes roseopora
- Trametes rufidochmia
- Trametes rugosituba
- Trametes rugosopicta
- Trametes salebrosa
- Trametes salina
- Trametes salmonea
- Trametes scobinacea
- Trametes sediliensis
- Trametes sepiicolor
- Trametes similis
- Trametes socotrana
- Trametes stowardii
- Trametes stuckertiana
- Trametes styracicola
- Trametes suaveolens
- Trametes subalutacea
- Trametes subectypa
- Trametes suberosifusca
- Trametes subincana
- Trametes subligativa
- Trametes sublutea
- Trametes subminima
- Trametes subocellata
- Trametes subserpens
- Trametes substrata
- Trametes subsuaveolens
- Trametes subvinosa
- Trametes sultan-ahmadii
- Trametes supermodesta
- Trametes symploci
- Trametes tenacipora
- Trametes tenuirosea
- Trametes tephroleuca
- Trametes textulaminata
- Trametes theae
- Trametes trogii
- Trametes truncatispora
- Trametes tuberculata
- Trametes turpis
- Trametes tyromycoides
- Trametes unguliformis
- Trametes varians
- Trametes versicolor
- Trametes verticalis
- Trametes villosa
- Trametes violacea
- Trametes vitrea
- Trametes williamsii
- Trametes xanthopodoides

Theo Error: unrecognised source. :
- Trametes actinopila Mont. 1856
- Trametes africana Ryvarden 2004
- Trametes alaskana D.V. Baxter 1942
- Trametes albidorosea E. Bommer & M. Rousseau 1900
- Trametes albobadia (Lloyd) Corner 1989
- Trametes albocarneogilvida (Romell) S. Lundell 1946
- Trametes allantospora Corner 1989
- Trametes amplopora Lloyd 1936
- Trametes amygdalea Maire 1922
- Trametes angulata Berk.
- Trametes aphanopoda Reichardt 1870
- Trametes apiaria (Pers.) Zmitr., Wasser & Ezhov 2012
- Trametes arcana Corner 1989
- Trametes arcticus Berk.
- Trametes argenteiceps Corner 1989
- Trametes argentina Speg. 1898
- Trametes argyropotamica Speg. 1898
- Trametes atra Pat. 1906
- Trametes atriceps Corner 1989
- Trametes aurea (Berk.) Sacc. 1888
- Trametes azurea (Fr.) G. Cunn. 1965
- Trametes badia Pat. 1900
- Trametes badiuscula Corner 1989
- Trametes balanina Fr. 1845
- Trametes balansae Pat.
- Trametes baldratiana Trotter 1925
- Trametes barbulata Corner 1989
- Trametes benetosta Corner 1989
- Trametes benevestita Corner 1989
- Trametes berkeleyi Cooke 1891
- Trametes beyrichii (Fr.) Sacc. 1888
- Trametes bicolor Berk. 1878
- Trametes biogilvoides Corner 1989
- Trametes bresadolae Ryvarden 1988
- Trametes brunneisetulosa Corner 1992
- Trametes brunneoflava Lloyd 1923
- Trametes brunneola (Berk.) Imazeki 1959
- Trametes butignotii Boud. ex Lloyd 1910
- Trametes carnea Wettst. 1887
- Trametes castaneifumosa Corner 1989
- Trametes centralis Fr. 1851
- Trametes chusqueae Pat. 1895
- Trametes cincta Bose 1922
- Trametes cincta Lloyd 1936
- Trametes cinereosulfurea Ferd. & Winge 1949
- Trametes cingulata Berk. 1854
- Trametes citrina Bres. 1920
- Trametes comtulus Berk. 1851
- Trametes cookei Sacc. 1888
- Trametes coriacea (Berk. & Ravenel) Pat. 1903
- Trametes cotonea (Pat. & Har.) Ryvarden 1972
- Trametes cristobalensis Corner 1989
- Trametes cruenta Mont.
- Trametes cubensis (Mont.) Sacc. 1891
- Trametes cupreorosea Lloyd 1920
- Trametes cystidiata I. Lindblad & Ryvarden 1999
- Trametes cystidiolophora B.K. Cui & H.J. Li 2010
- Trametes daedalea Speg. 1898
- Trametes daedaleoides Corner 1989
- Trametes dealbata Kalchbr. ex G. Cunn. 1965
- Trametes decorticans Corner 1989
- Trametes decussata Pat. 1906
- Trametes demoulinii G. Castillo 1994
- Trametes devexa Bres.
- Trametes discoidea (Dicks.) Rauschert 1990
- Trametes discolor Sacc. & Berl. 1889
- Trametes drummondii (Klotzsch) Ryvarden 1976
- Trametes ectypa (Berk. & M.A. Curtis) Gilb. & Ryvarden 1987
- Trametes effusa Speg. 1916
- Trametes elevata Corner 1989

Theo Error: unrecognised source. :
- Trametes cingulata
  - non-classé Trametes cingulata TCM6
- Trametes cinnabarina
- Trametes conchifer
- Trametes corrugata
- Trametes cubensis
- Trametes ectypa
- Trametes elegans
- Trametes ellipsospora
- Trametes gibbosa
- Trametes hirsuta
- Trametes hispida
- Trametes junipericola
- Trametes ljubarskyi
- Trametes maxima
- Trametes membranacea
- Trametes menziesii
- Trametes meyenii
- Trametes mimetes
- Trametes obstinata
- Trametes ochracea
- Trametes orientalis
- Trametes palisotii
- Trametes pavonia
- Trametes pocas
- Trametes polyzona
- Trametes pubescens
- Trametes punicea
- Trametes purpurea
- Trametes robiniophila
- Trametes sanguinea
- Trametes socotrana
- Trametes suaveolens
- Trametes velutina
- Trametes versicolor
  - Coriolus versicolor f. antarcticus cũ
  - không được phân loại Trametes versicolor 84
  - không được phân loại Trametes versicolor FP-101664 SS1
- Trametes villosa
- cf. Trametes sp. VAK-2011